# Serpent Mound
Serpent Mound är en 411 m lång och en meter hög förhistorisk avbildningshög på en platå i Serpent Mound crater längs Ohio Brush Creek i Adams County, Ohio. Högen ligger i en park som sköts av Ohio Historical Society, och har fått status som ett nationalhistoriskt landmärke av United States Department of Interior. Serpent Mound i Ohio beskrevs först efter undersökningar av Ephraim Squire och Edwin Davis i deras historiska skrift Ancient Monuments of the Mississippi Valley, utgiven 1848 av det då nyligen bildade Smithsonian Museum.  
Forskare har tillskrivit byggandet av högen till tre olika förhistoriska kulturer. Även om man tidigare ansåg att den hörde till Adenakulturen, anser man nu med mer avancerade tekniska möjligheter, däribland C14-metoden och fynd under 1996 års studier, att det var medlemmar i Fort Ancient-kulturen som skapade högen omkring år 1000 (med en felmarginal på 70 år).  Serpent Mound är den största ormavbildningen i världen.

## Beskrivning

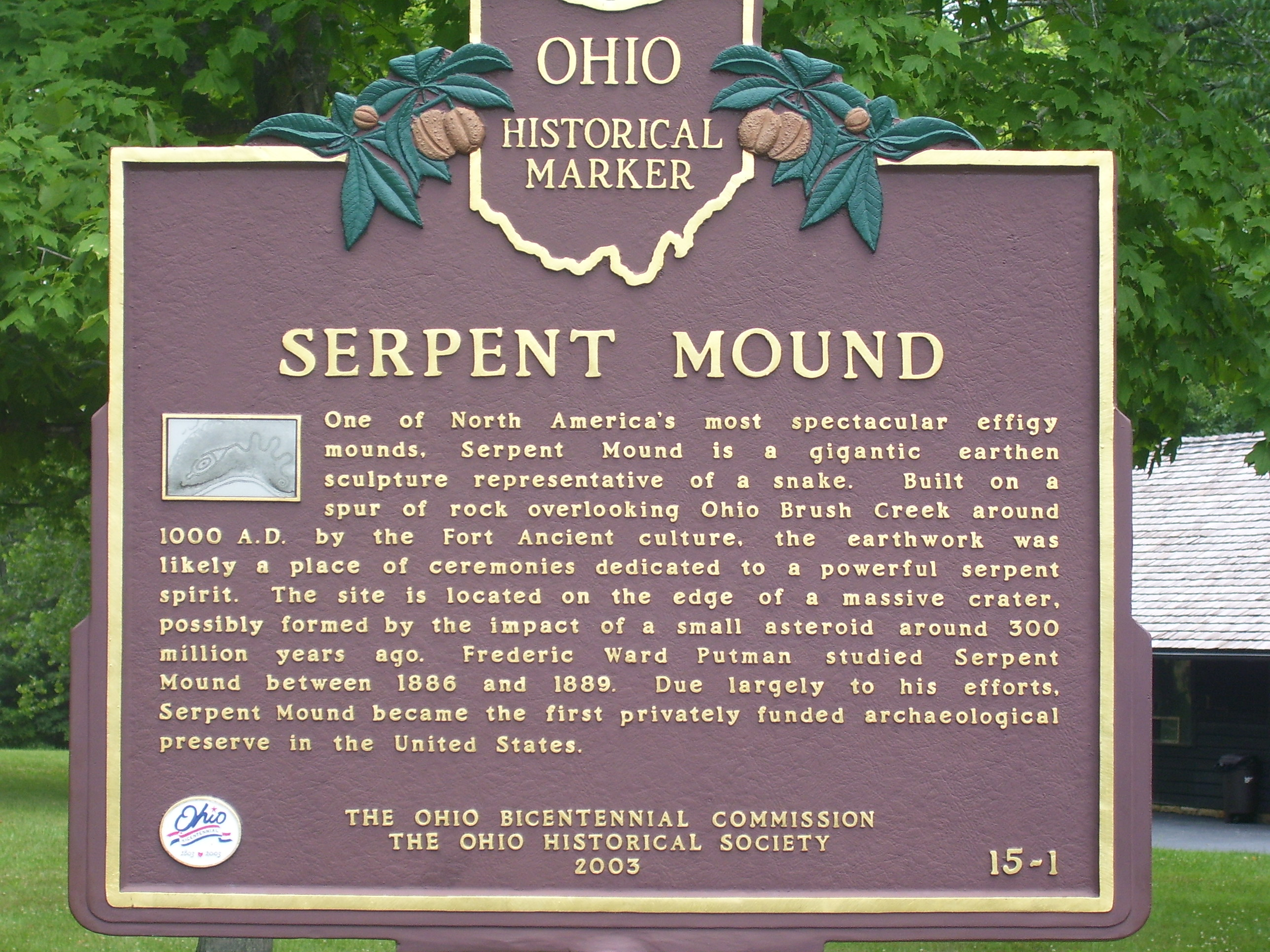
Informationstavla om högen.

Med alla tre delar, är Serpent Mound ungefär 420 meter lång, och varierar i höjd från mindre än en halvmeter till över 1 meter. Ormens form följer det land på vilken den vilar. Dess huvud vilar på en berghäll intill ett vattendrag och kroppen ringlar fram och tillbaka mer än 240 meter och sju bågar. Kroppen slutar till sist i en svans som snurrar ett drygt varv runt sig själv. Huvudet har en öppen mun som sträcker sig runt östra änden av en grodkropp, eller snarare resterna av en plattform. Avbildningens västligaste del utgörs av en triangulär hög, 9,6 meter längs basen och dess axel.

## Ursprung
Dateringen av designen, dess byggande, och vilket folk som byggde ormavbildningen är tre frågor som ännu inte är avgjorda inom de socialvetenskapliga områdena, såsom etnologi, arkeologi och antropologi. Därtill har dagens indianer intresse i platsen. Flera tillskrivningar har gjorts av akademiska, filosofiska och indianer gällande alla dessa tre faktorer.
Under årens lopp har forskare föreslagit att högen byggdes av Adenakulturens folk, Hopewellkulturens folk och numera Fort Ancientkulturens folk. På 1700-talet rapporterade missionären John Heckewelder att indianer tillhörande Lenape sagt till honom att Alleghenyfolket byggde högen, då de levde i Ohiodalen långt tillbaka i tiden. Såväl Lenape som Irokeslegender berättar om Allegheny. De sades ha levt i Ohiodalen i en avlägsen forntid, sedd som för-Adena, exempelvis Arkaiska eller före Woodlandperioden (före 1200 f.Kr.). Då arkeologiska bevis tyder på att forntida kulturer var distinkta och åtskilda från mer nutida inhemsk amerikansk kultur, föreslår inte akademiska redogörelser att Alleghenynationen byggde Serpent Mound.
Dateringen av platsen har ganska nyligen åter kommit att diskuteras. Medan man länge trott att den byggts av Adenakulturen, utifrån små bevis, har ett antal C14-dateringar från en liten utgrävning stärkt möjligheten att högen inte är mer än tusen år gammal. Folket i regionen under denna tidsrymd var inte kända för att göra stora jordarbeten, men de uppvisar höga tankar om ormar vilket visas genom den stora mängd ormföremål i koppar kopplade till dessa.
C14-datering av kolbitar hittade i högen på 1990-talet visar på att folket arbetade på högen omkring år 1070.

### Adenakulturen
Från början tillskrevs högen Adenakulturen (10000 f.Kr). William Webb fann bevis genom C14-datering för Adenakulturen i Kentucky så tidigt som 1200 f.Kr. Då det finns Adenagravar nära Serpent Mound, trodde man att samma folkslag skapade högen. Skelettlämningar av Adenakulturstyp hittades på 1880-talet i Serpent Mound, vilket indikerar att detta folk var unika bland Ohiodalens forntida befolkning. Detta var mer än 45 år innan forskare lade tillräcklig uppmärksamhet på studiet av Adenakulturen.
Adenakulturen gjorde en del närliggande högar, så i mer än 125 år trodde forskarna att de också skapat Serpent Mound. Adena var kända för sina stora gravhögar och sina "heliga cirklar" som en del av sin kosmologi. Ett antal av deras gravplatser i Ohiodalen har förstörts innan organiserade arkeologiska undersökningar gjort korrekt analys av deras innehåll.
C14-dateringar av material från högen verkar placera Serpent Mounds byggande senare än Adenakulturens era.  Detta tyder på att ett folk efter Adena kan ha byggt eller förändrat platsen för sina egna användningsändamål. Även om utgrävningen vid de flesta Adenahögar har utgjorts av relaterade artefakter, har inga kulturella artefakter hittats i Serpent Mound. Denna studie och dess slutsatser har gjort att många experter uppmärksammat högen och beskrivs vidare nedan.

### Fort Ancientkulturen

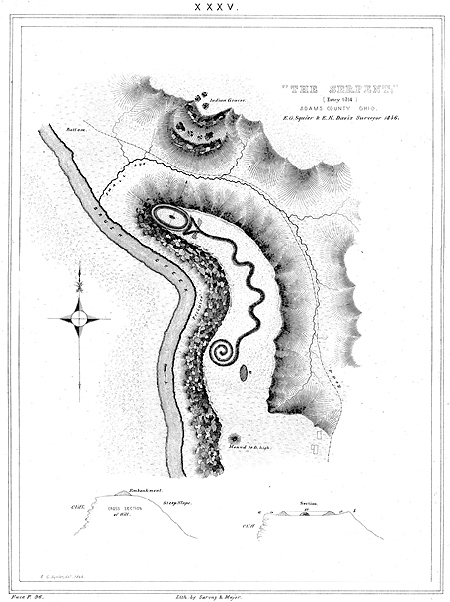
Squiers och Davis karta i Ancient Monuments of the Mississippi Valley, utgiven av Smithsonian Institution Press 1848

Forskare tror för närvarande att Fort Ancient-kulturen (1000-1750), en högbyggande arkeologisk kultur i Ohiodalen, byggde Serpent Mound omkring år 1070. Fort Ancientkulturen påverkades av den samtida Mississippikulturens samhällen baserade längs Mississippis mittdalgång med dess nordamerikanska centrum i Cahokia (i dagens Illinois). Mississippikulturen hade regionala hövdingadömen så långt söderut som dagens Louisiana och Mississippi, och sträckte sig västerut till västra North Carolina och norrut till Stora sjöarna.
Fort Ancient-kulturen, en protohistorisk kultur, fick sitt namn av att de bebodde vallarna till den stora jordarbetena i Warren County, Ohio, allmänt kallad "Fort Ancient". Dessa jordarbeten hade dock byggts av den tidiga Hopewellkulturen (200 f.Kr. till 500 e.Kr.) åtminstone 1000 år före Fort Ancient-kulturens ankomst. Hopewellkulturen hade övergett området och försvunnit långt före Fort Ancient-kulturens bärare kom till regionen.
1996 återöppnade ett team, med Robert V. Fletcher och Terry L. Cameron (under uppsikt av Ohio Historical Societys Bradley T. Lepper), en utgrävning som gjorts av Frederic Ward Putnam 100 år tidigare. De hittade några få bitar kol i vad som tros vara en ostörd del av Serpent Mound. Bioturbation, däribland grävande djur, frostsprickor och annat kan vända på en högs strukturella tidslinje. Den kan flytta kol från senare kulturer på ytan ner i områden av äldre datum, vilket får jordarbetet att verka yngre.
När teamet genomförde C14-datering av kolbitarna, var två bitar från omkring år 1070, men den tredje biten daterades närmare två tusen år tidigare, 2920+/-65 år före nutid. Detta tredje datum, cirka 2900 före nutid, togs från ett inre prov under den kulturella skiftningsnivån. Första två datumen placerar Serpent Mound inom ramen för Fort Ancient-kulturen. Det tredje daterar högen åter till början av Adenakulturen eller till och med före denna.
Fort Ancient-folket kan ha byggt Serpent Mound. Alternativt kan de renoverat på samma sätt som folk idag moderniserar och förändrar sina gamla hus. Skallerormen är en viktig symbol i Mississippikulturen, vilket kan förklara att just ormen avbildats. Det finns dock inte tecken eller spår efter en skallra.
Om högen byggdes av Fort Ancient-folket, är den otypisk för dessa. Exempelvis har man inte hittat några artefakter i högen, trots att Fort Ancient-folket, liksom Adenakulturens människor, grävde ner mängder av artefakter i sina högar. En annan skillnad är att Fort Ancient-folket vanligen inte begravde de döda såsom gjorts i gravar nära ormavbildningen.
En annan avbildningshög i Ohio, Alligator Effigy Mound i Granville, har C14-daterats till Fort Ancient-perioden.

## Användning

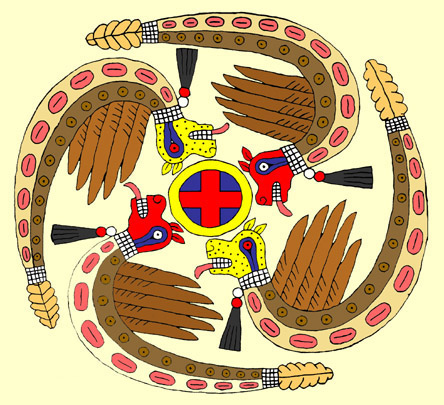
Uktenadesign från ett graverat snäckskal som hittats vid Spiro Mounds i Oklahoma

Serpent Mound är världens största avbildningshög. Det finns flera gravhögar omkring Serpent Mound, men ormhögen har inga mänskliga lämningar.
Cherokee relaterar legenden med Uktena, en stor orm med övernaturligt utseende och makt. Existensen av legenden styrker figurens betydelse. Forskare har spekulerat att det kanske funnits ett forntida folk som skapat stora totemliknande helgedomar som byggdes på plattformar av jord och sten. Sådana monument kan ha förstörts av krig eller av efterkommande kulturer och resultatet att bara plattformen (högen) finns kvar.

### Astronomisk betydelse

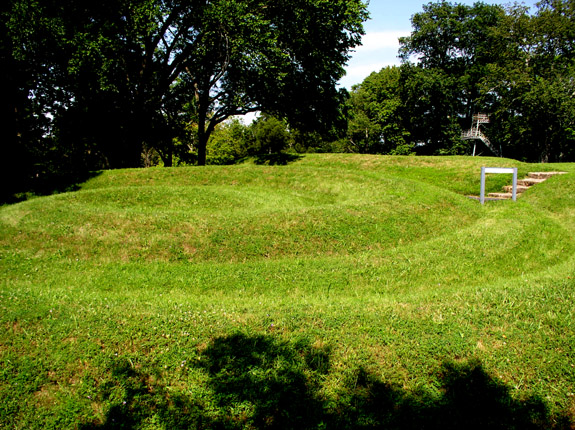
Den spiralformade svansen i slutet av ormen.

1987 publicerade Clark och Marjorie Hardman upptäckten att området med ovalen till huvudet är i linje med sommarsolståndet. William F. Romain har föreslagit en mängd månriktningar baserat på kurvorna i figurens kropp. Fletcher och Cameron argumenterade övertygande för att kurvorna följer två solstånd och två dagjämningar varje år. Om Serpent Mound designades för både sol- och månlinjer skulle det vara intressant, eftersom man då sammanfattat den astronomiska kunskapen i en enda symbol.
Om år 1070 stämmer som byggår, kan högen teoretiskt ha påverkats av två astronomiska händelser: ljuset från supernovan som skapade Krabbnebulosan 1054 och Halleys komet 1066.  Supernovaljuset kan ha varit synligt två veckor efter att den först nådde jorden, även dagtid. Halleys komets svans har alltid verkat som en lång, rak linje och liknar inte ormens ringlande. Halleys komet dyker upp vart 76 år. Ett antal andra supernovor kan ha inträffat under århundradena som spänner över möjliga byggdatum. Även om ljuset från Krabbnebulosan var och är spektakulärt, kan de inte gett upphov till den bestämda designen av Serpent Mound. 

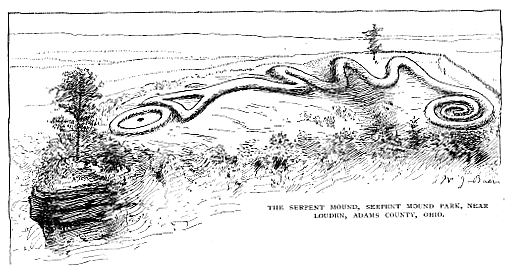
En avbildning av Serpent Mound som dök upp i tidskriften The Century i april 1890

Serpent Mound kan ha designats efter stjärnbilden Draken. Stjärnbildens mönster passar med hyfsad noggrannhet Serpent Mounds, med forntidens polstjärna, Thuban (α Draconis), vid dess geografiska centrum inom de första av de sju böjarna från dess huvud. Det faktum att Serpent Mounds orm följer mönstret i Draken kan stödja olika teser. Putnams återställande 1865 av jordarbetena kan korrekt accomplished i att en jämförelse mellan Romains eller forskarna Fletchers och Camerons kartor från 1980-talet visar hur ormen sträckning med god träffsäkerhet passar med en stor del av Draken. En del forskare daterar jordarbetena till att vara 5 000 år gamla, baserat på stjärnbilden Drakens läge. Det var inte förrän 1987 man kunde se detta då magnetit- och moderna kompasser ger felaktiga avläsningar på platsen.

## Kryptoexplosionstruktur

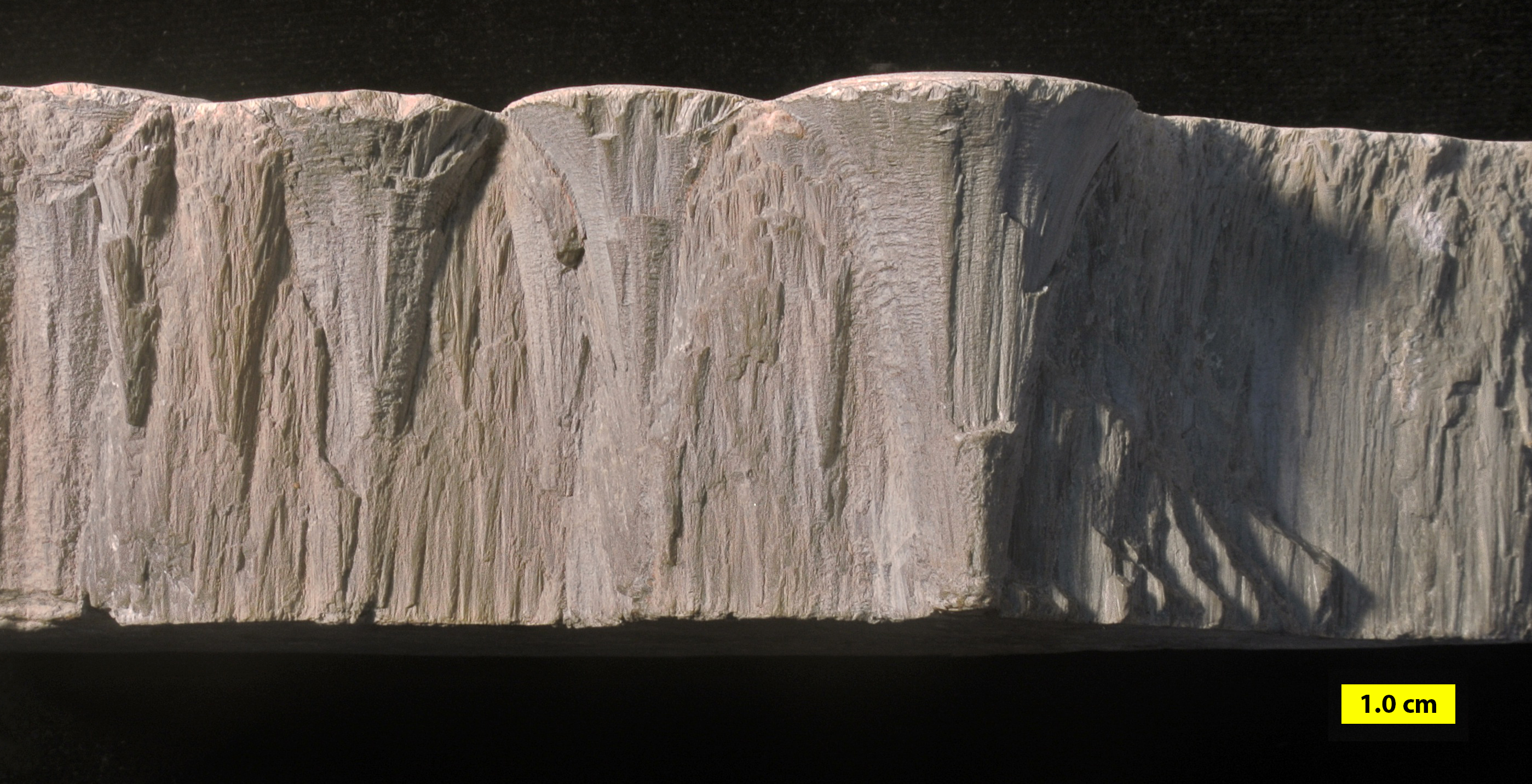
Splitterkoner associerade med Serpent Mounds kryptoexplosionsstruktur. Skala i mm.

Högen ligger på en platå med en unik kryptoexplosionsliknande struktur som innehåller veckade berg med förkastningar, som vanligen skapas av antingen meteorit- eller vulkanexplosioner.
"Determining exactly what formed the Serpent Mound Cryptoexplosion Structure is a problem that geologists continue to debate. Two main solutions have been offered. Some geologists think the structure is a meteorite or asteroid crater.  Others suggest that the structure was caused by forces from inside the earth, probably an explosive eruption of gases derived from a deep magma source in the basement rocks."
Detta är en av få platser i Nordamerika där en sådan händelse syns. Medan en del forskare spekulerar i att förhistoriska indianer kan ha placerat högen i förhållande till sin geologiska anomali, anser andra att det inte synts något ovanpå marken som kan ha fångat deras uppmärksamhet på detta.  
2003 fastslog geologer från delstaten Ohio och University of Glasgow (Skottland) att meteoritnedslag hade orsakat formationen. De hade studerat bergprover på 1970-talet. Vidare analyser av bergproverna pekar på att detta skedde under Perm för mellan 248 och 286 miljoner år sedan.

## Nutida historia

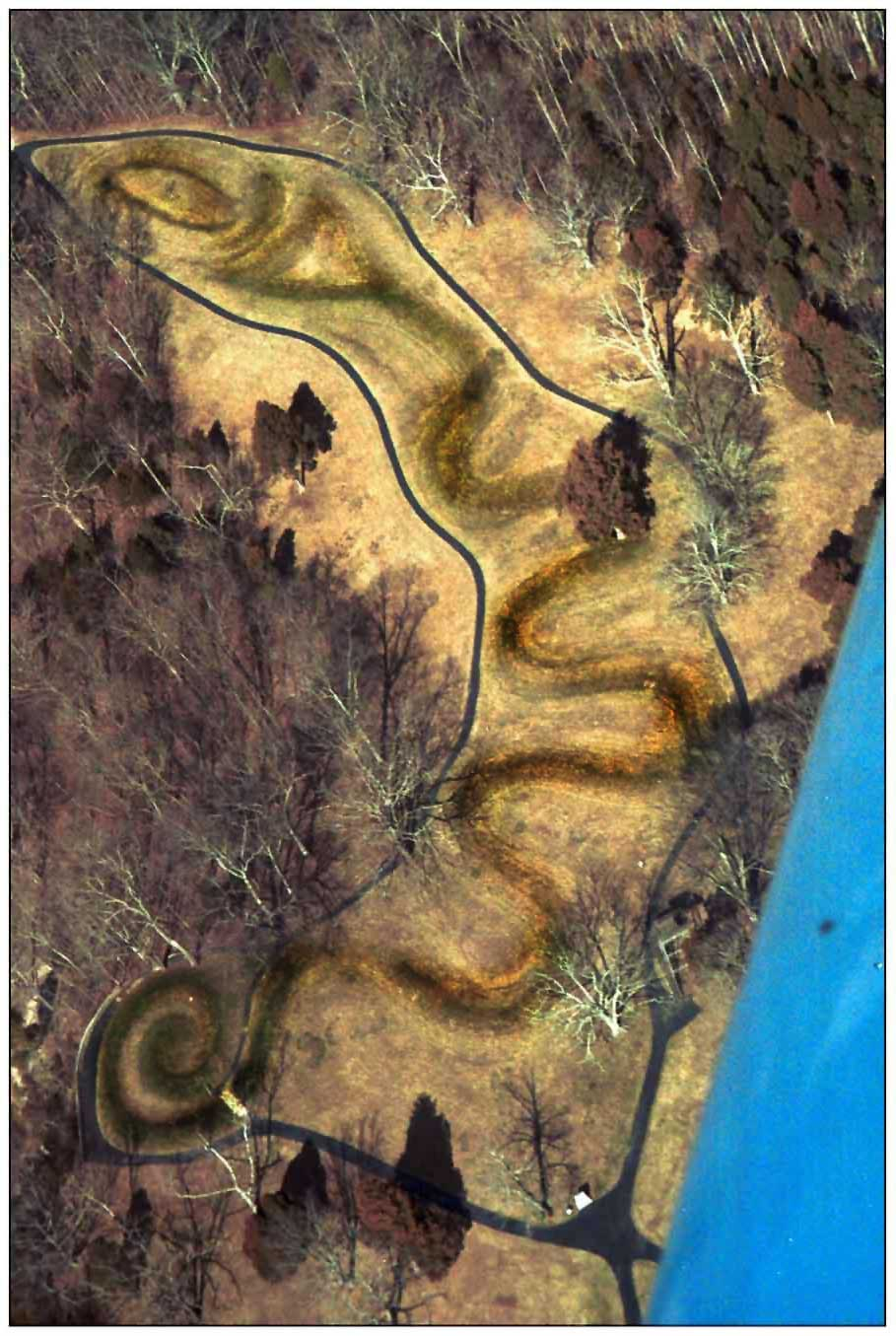
Flygbild över området

Serpent Mound kartlades första gången av Euro-amerikaner 1815. 1846 undersöktes den för Smithsonian Institution av två män från Chillicothe, Ephraim G. Squier och Edwin Hamilton Davis. Deras bok Ancient Monuments of the Mississippi Valley (1848), utgiven av Smithsonian, inkluderar en detaljerad beskrivning och karta över ormfiguren. Då de fann stora träd på platsen tror man att den gömts av naturskog under lång tid.

## Bevarande
Ancient Monuments of the Mississippi Valley fascinerade många i landet, däribland Frederic Ward Putnam på Peabody Museum of Archaeology and Ethnology vid Harvard University.  Putnam lade stora delar av sitt yrkesliv på att lära ut och publicera artiklar om Ohios högar, speciellt Serpent Mound. När han besökte Midwest 1885, upptäckte han att plöjningar och byggnationer förstörde många av de gamla högarna. 1886 ordnade en grupp kvinnor i Boston en insamling som gjorde det möjligt för Putnam att köpa 24 hektar runt Serpent Mound. Köpet innehöll också tre koniska högar, en by och ett gravfält.  Serpent Mound har listades 2010 i artikeln "Stora underverk i den forntida världen" i National Geographic Magazine.
Området köptes 1900 av Peabody Museums styrelse och dess ägande tilläts av Ohio State Archaeological and Historical Society (en föregångare till dagens Ohio Historical Society.)  Detta område blev sedan den första delstatsparken i USA.
Ohio Historical Society har utsett Arc of Appalachia Preserves system, under Highlands Sanctuary, att ansvara för skötseln av Serpent Mound 

### Arkeologiska utgrävningar
Efter att ordnat tillräckligt med medel, återvände Putnam 1886 till samma plats. Han arbetade i fyra år med att gräva ut innehållet och gravarna i både Serpent Mound och två närliggande koniska högar. Efter att hans arbete var klart och hans fynd dokumenterats, arbetade han med att återställa högarna till sitt ursprungliga tillstånd.

### Serpent Mound Museum
1901 anlitade Ohio Historical Society ingenjören Clinton Cowan att undersöka de nyinköpta markerna. Cowan skapade en cirka 1400x1800 mm stor karta som avbildade konturerna av Serpent Mound i förhållande till närliggande landmärken såsom vattendrag. Cowan gjorde även vissa geografiska undersökningar av området, och upptäckte den unika kryptoexplosionsstrukturen på vilken högen är baserad. Han upptäckte att högen ligger där tre olika jordtyper möts. Cowans information tillsammans med Putnamns arkeologiska upptäckter har sedan utgjort grunden för alla senare undersökningar av Serpent Mound.
1967 öppnade Ohio Historical Society Serpent Mound Museum, nära högen. En gångväg byggdes runt högen för besökare. Museet har utställningar som behandlar tolkningar av avbildningens form, beskrivning av högens byggnadsprocessen, områdets geografiska historia samt en utställning om Adenakulturen, historiskt sett som skapare av högen.
Serpent Mound State Memorial drivs för närvarande på uppdrag av Ohio Historical Society av Arc of Appalachia Preserve System. Denna är en ideell organisation som specialiserat sig på att bevara och skydda inhemsk biologisk mångfald och förhistoriska fornminnen i södra Ohio.

## Världsarvsstatus
Den 30 januari 2008 sattes Serpent Mound upp på USA:s tentativa världsarvslista.

### Webbreferenser
1. 1 2 3  Jessica E. Saraceni, "Redating Serpent Mound", Archaeology, 49(6), Nov/Dec 1996, accessed 8 Dec 2008
2. ↑  "Serpent Mound",”Arkiverade kopian”. Arkiverad från originalet den 13 augusti 2004. https://web.archive.org/web/20040813224500/http://www.mnsu.edu/emuseum/archaeology/sites/northamerica/serpent.html. Läst 16 augusti 2004.
3. ↑  "UNIQUE SOUTH-CENTRAL OHIO ROCK STRUCTURE IS PROBABLY THE RESULT OF ANCIENT METEORITE STRIKING THE EARTH", Ohio Dept of Natural Resources, 12 Dec 2003, accessed 4 Dec 2008
4. ↑  ”Serpent Mound Recognized As Great Wonder Of Ancient World”. NBC4I.com. Arkiverad från originalet den 10 januari 2011. https://web.archive.org/web/20110110043219/http://www2.nbc4i.com/news/2010/nov/10/serpent-mound-ar-286661/. Läst 21 mars 2011.
5. ↑  ”Serpent Mound”. Ohio Historical Society. Arkiverad från originalet den 27 december 2010. https://web.archive.org/web/20101227142625/http://ohsweb.ohiohistory.org/places/sw16/index.shtml. Läst 5 mars 2011.
6. ↑  ”Serpent Mound” (på engelska). Unescos världsarvscenter. 20 augusti 2012. http://whc.unesco.org/en/tentativelists/5248/.